# NGC 5309
NGC 5309 est une lointaine galaxie spirale située dans la constellation de la Vierge. Sa vitesse par rapport au fond diffus cosmologique est de 12 118 ± 49 km/s, ce qui correspond à une distance de Hubble de 179 ± 13 Mpc (∼584 millions d'al). NGC 5309 a été découverte par l'astronome américain Edward Swift en 1885.
Les bases de données HyperLeda et NASA/IPAC identifient NGC 5309 à la galaxie PGC 908764, mais cette identification est très incertaine. Simbad ne trouve pas de page à la requête « NGC 5309 ».